# 칼 토머스
칼 토머스(영어: Karl Thomas, 1871년 3월 17일 ~ 1900년 7월 18일)는 독일에서 출생한 미국 해군 군인이다.

## 생애
독일 제국 노르트라인 베스트팔렌 주 본에서 출생하여 지난날 한때 독일 제국 바이에른 주 뮌헨에서 잠시 유아기를 보낸 적이 있는 그는 1874년 일가족과 함께 독일 제국 노르트라인 베스트팔렌 주 본을 떠나 미국 캘리포니아 주 샌 프란시스코로 건너갔으며 2년 후 1876년 일가족과 함께 독일 제국 시민권을 기권하고 미국 시민권을 취득하였다.
미국 브라운 대학교 행정학과 중퇴 후 1895년 해군 하사 임관하였으며 버지니아·미주리 종합군사학원을 나온 그는 1898년 해군 중사 진급하였고 1899년 청나라 의화단 운동 진압 작전에 파병되어 참전 중 1년 후 1900년 7월 18일을 기하여 청나라 산둥 성 지난에서 의화단 세력의 공격을 받아 전사하였다. 사후 그의 유해를 청나라 장쑤 성 난징으로 운구하여 장묘하였으나 1년 후 1901년 7월 19일을 기하여 그의 유해가 미국 캘리포니아 주 샌 프란시스코로 이장되었다.